# Festung Askana

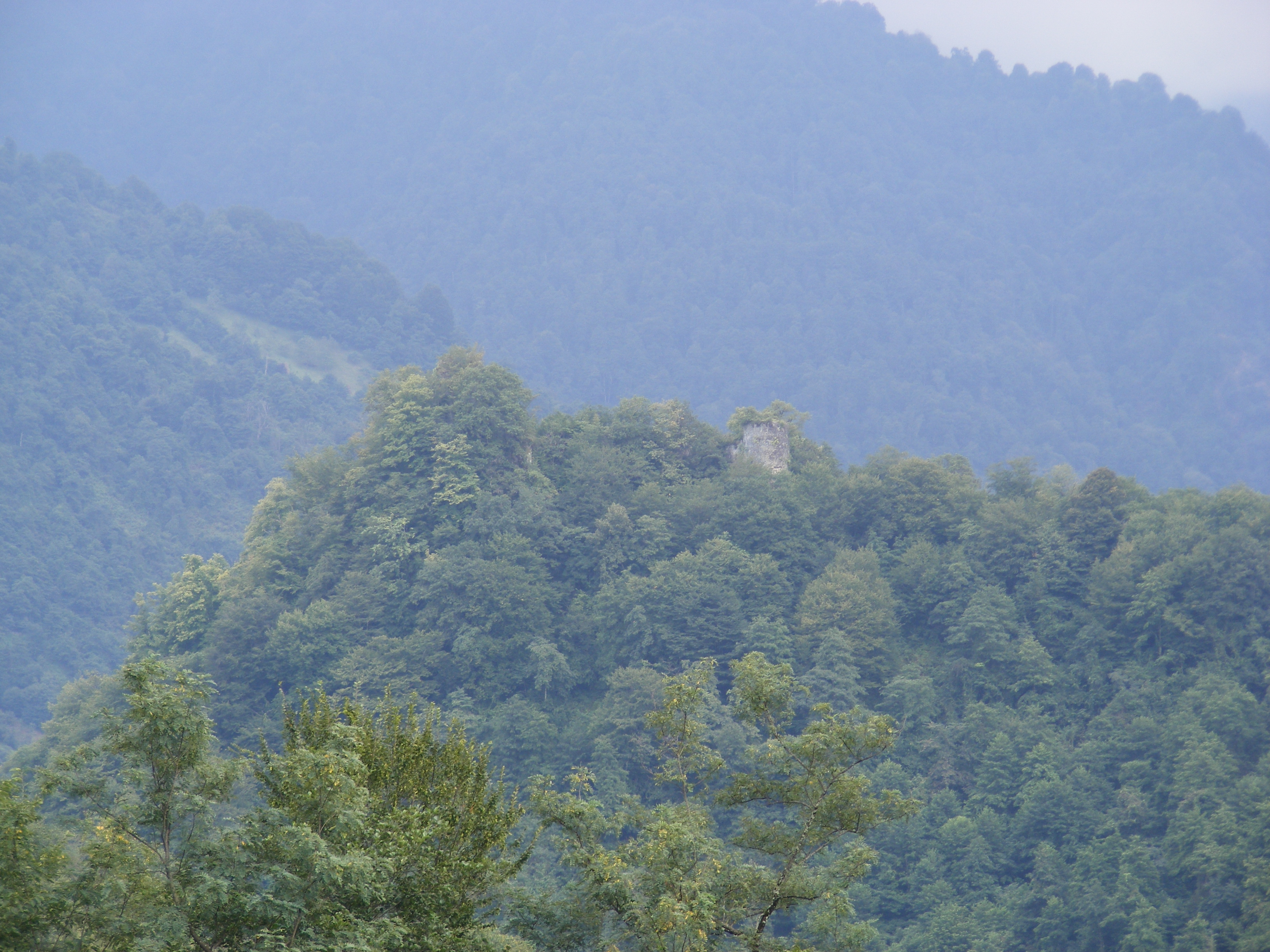
Die Ruine von Askana

Die Festung Askana (georgisch ასკანის ციხე) ist eine mittelalterliche Festung in der georgischen Region Gurien, in der Munizipalität Osurgeti, im Dorf Mtispiri. Sie liegt am rechten Ufer des Flusses Bachwiszqali, zwischen den Bergen Delemuri und Tapuriati.
Die Festung wurde im 4. Jahrhundert errichtet. 1774 wurde sie mit den Festungen Lichauri und Bukisziche von Türken besetzt. Im gleichen Jahr wurde Askana von dem imeretischen König Solomon I. und Fürsten von Gurien Mamia I. Gurieli zurückerobert. 1805 wurde die Festung von Kaichosro Batonischwili renoviert; seit dieser Zeit fungierte die frühere Festung als das größte Gefängnis im Fürstentum. 1819 versuchte Ahmed-Pascha Chimschiaschwili die Festung zu erobern. 1828 wurde sie von den russischen Truppen besetzt. Heute ist Askana stark beschädigt. 
Die Festung ist aus Stein erbaut. Die Höhe der Wände beträgt sechs Meter. Der Eingang zur Festung liegt auf der Südwestseite. In der Festung befinden sich eine Palastruine und eine Basilika.